# Toina
Toina (Apocynum L.) – rodzaj roślin z rodziny toinowatych (Apocynaceae). Rodzaj liczy 4 gatunki. Występują one w strefie umiarkowanej Ameryki Północnej, Azji i południowo-wschodniej Europy. Znaczenie użytkowe ma toina konopiowata A. cannabinum uprawiana w USA jako roślina lecznicza, włóknista i przemysłowa. W literaturze rzadko pojawia się nazwa „kandyr” lub „konopie kalifornijskie”.

## Systematyka
Pozycja systematyczna
Rodzaj należy do podrodziny Apocynoideae  Burnett, rodziny toinowatych (Apocynaceae), która jest jednym z kladów w obrębie rzędu goryczkowców (Gentianales).
Pozycja w systemie Reveala (1993–1999)
Gromada okrytonasienne (Magnoliophyta Cronquist), podgromada Magnoliophytina Frohne & U. Jensen ex Reveal, klasa Rosopsida Batsch, podklasa jasnotowe (Lamiidae Takht. ex Reveal), nadrząd  Gentiananae  Thorne ex Reveal, rząd toinowce (Apocynales Bromhead), rodzina toinowate (Apocynaceae Juss.), podrodzina Apocynoideae Burnett, plemię Apocyneae Rchb., podplemię Apocyninae (Burnett) Kitt., rodzaj toina (Apocynum L.)
Wykaz gatunków
- Apocynum androsaemifolium L. – toina dziurawcolistna[10]
- Apocynum cannabinum L. – toina konopiowata[5][10]
- Apocynum × floribundum Greene
- Apocynum pictum Schrenk
- Apocynum venetum L. – toina wenecka[11], t. błękitna[10]